# Merzario A4
Der Merzario A4 war der letzte Rennwagen, den das italienische Team Merzario für die Formel 1 herstellte. Der Wagen basierte auf einer erfolglosen Konstruktion des deutschen Willi Kauhsen Racing Teams. Er wurde zu sieben Weltmeisterschaftsläufen der Saison 1979 gemeldet, qualifizierte sich aber für keines dieser Rennen. Der A4 nahm lediglich an einem Formel-1-Rennen ohne Weltmeisterschaftsstatus teil.

## Hintergrund
Der italienische Rennfahrer Arturo Merzario war von 1972 bis 1976 für die Scuderia Ferrari, für Frank Williams Racing Cars und schließlich für March Engineering als Werksfahrer in der Formel 1 angetreten. Nachdem March mit Ablauf des Jahres 1976 den Vertrag mit Merzario nicht verlängert hatte, gründete er in der lombardischen Gemeinde Carate Brianza ein eigenes Team, das 1977 mit einem Kundenfahrzeug von March antrat. Das Auto wurde als March 761B (Fahrgestellnummer 761B/2) gemeldet, allerdings war es – anders als seine Bezeichnung suggerierte – nach allgemeiner Ansicht tatsächlich ein älterer March, der entweder 1976 oder bereits 1975 aufgebaut worden war. Als March Ende 1977 sein Formel-1-Engagement einstellte, entfiel künftig auch die Unterstützung für die Kundenfahrzeuge. Um weiter in der Formel 1 antreten zu können, entschied sich Merzario daraufhin für die Konstruktion eines eigenen Rennwagens. Sein erstes Modell war der Merzario A1, von dem zwei gebaut wurden. Das A1/1 genannte erste Exemplar war in technischer Hinsicht ein Nachbau des March 761B, hatte aber eine eigenständige Karosserie. Das zweite Auto (A1/2) nutzte das unveränderte Monocoque von Merzarios altem March 761B, auf das die Karosserie des A1/1 aufgesetzt war. Beide Versionen des A1 waren nicht erfolgreich. In diesem Jahr war die Dominanz von Autos mit Groundeffect absehbar. Der veraltete A1, dessen technische Konzeption auf das Jahr 1975 zurückging, erfüllte diese Anforderungen nicht. Der Merzario A3, den das Team für die Saison 1979 entwickelte, steigerte die Konkurrenzfähigkeit des Rennstalls nicht. Das Auto hatte zwar Flügelprofile in den Seitenkästen, sie waren aber wegen ihrer geringen Fläche wirkungslos. Limitierend wirkte vor allem das unzeitgemäß breite, noch immer vom March 761B stammende Monocoque. Der A3 wurde 1979 zu fünf Weltmeisterschaftsläufen gemeldet und verpasste bei jedem Lauf die Qualifikation. Danach gab Merzario das Auto auf.
Stattdessen übernahm das Team Ende Mai 1979 ein Chassis und zahlreiche Ausrüstungsgegenstände des deutschen Rennstalls Kauhsen, der im Anschluss an den Großen Preis von Belgien nach nur drei Rennen den Betrieb eingestellt hatte. Merzario sah darin eine Möglichkeit, preiswert und kurzfristig an ein zeitgemäßes Chassis zu gelangen, denn Kauhsens Autos waren von Beginn an als Wing Cars ausgelegt; vor allem hatten sie ein weitaus schmaleres Monocoque als Merzarios alte Konstruktionen. Allerdings waren die Kauhsen-Chassis bei ihren drei Einsätzen ähnlich erfolglos gewesen wie Merzarios A3. Willi Kauhsen hatte seine Autos von Rennsportlaien konstruieren lassen; die Fahrzeuge galten als „Flop des Jahres.“ Merzario ließ ein Kauhsen-Chassis überarbeiten und meldete es ab dem Sommer 1979 unter der Bezeichnung Merzario A4. Auch in dieser Form war die Konstruktion erfolglos.
Arturo Merzario kündigte Ende 1979 an, den A4 in einer überarbeiteten Version als Merzario A5 in der Saison 1980 an den Start zu bringen; das Projekt scheiterte aber an der Finanzierung. Stattdessen konstruierte Merzario ein Auto nach dem Formel-2-Reglement, mit dem das Team die Formel-2-Europameisterschaft 1980 bestritt. Arturo Merzario erklärte, das Auto sei so ausgelegt, dass es auch in der Formel 1 eingesetzt werden könne. Dazu kam es aber nicht.
Die Übernahme des Kauhsen-Projekts durch Merzario wurde und wird in der Literatur zumeist mit Unverständnis, teilweise auch mit Spott kommentiert. Einige halten die Übernahme für eines der verrücktesten Ideen der Motorsportgeschichte; der Motorsporthistoriker David Hodges sieht nicht, welchen Sinn es haben sollte, die Fehler eines Teams auf ein anderes zu übertragen.
Es gibt Vermutungen, dass der italienische Rennfahrer Alberto Colombo Ende 1979 den Merzario A4 übernahm, um ihn von Giorgio Valentini zum Einsatzfahrzeug des in der Gründung befindlichen Formel-1-Teams Riviera F1 weiterentwickeln zu lassen, dessen Debüt für die Saison 1980 geplant war. Nachdem ein Pressefoto dieses Autos veröffentlicht worden war, kam das Projekt im Winter 1979/80 zum Erliegen. Die Initiatoren des Riviera-Projekts widersprachen dieser Darstellung 2020: Der Riviera F.1 170 sei eine Eigenkonstruktion unter Verwendung von Kauhsen-Teilen gewesen.

## Technische Basis: Kauhsen WK5
Der Merzario A4 war eine überarbeitete Version des Kauhsen WK5. Der WK5 war das letzte Modell einer Reihe von Rennwagen, die das Kauhsen-Team 1978 und 1979 aufbaute. Teamchef Willi Kauhsen ließ die Aerodynamik von Wissenschaftlern der Fachhochschule Aachen entwickeln. Verantwortlich waren Hans J. Gerhardt, Carl Cramer, Eduard Jäger sowie Klaus Kapitza. Keiner von ihnen hatte Erfahrung in der Konstruktion von Rennwagen. Konzeptionell orientierten sie sich am Lotus 78. Chassiskonstrukteur war der ehemalige Porsche-Ingenieur Kurt Chabek. Die ersten Prototypen (Kauhsen WK1 und WK2) waren sehr kurz und hatten ungewöhnliche Details wie einen vor der Hinterachse befestigten Heckflügel; teilweise wurde auf vordere Spoiler verzichtet. Zum Renneinsatz kamen 1979 allerdings nur die Modelle WK4 und WK5, die weitaus konventioneller waren. Technisch handelte es sich um einfache Baukaustenfahrzeuge mit zugekauften Komponenten von Cosworth, Hewland und Koni.

## Vom Kauhsen WK5 zum Merzario A4
Arturo Merzario beauftragte den Rennwagenkonstrukteur Dallara mit der Überarbeitung des Kauhsen WK5. Wesentliches äußerliches Unterscheidungsmerkmal war die neue Motorabdeckung des A4, die den Cosworth-Achtzylinder vollständig verkleidete. Sie baute sehr hoch auf und schloss einen Teil des Überrollbügels mit ein. Insgesamt machte die Karosserie des A4 einen sehr glatten, sauberen Eindruck. Technisch ergaben sich keine Unterschiede. Das Aluminiummonocoque des WK5 blieb unverändert, und Anhaltspunkte für die Annahme, dass Dallara die Aufhängungskonstruktion modifiziert hätte, gibt es nicht. Als erster Merzario hatte der A4 einen einteiligen Benzintank, der zwischen Fahrer und Motor positioniert war; bei den früheren Modellen hatten sich jeweils mehrere kleine Tanks im Umfeld des Cockpits befunden. Als Antrieb diente wiederum ein Cosworth-DFV-Achtzylindermotor.

## Renneinsätze
Einziger Fahrer des A4 war der Teamchef Arturo Merzario. Er scheiterte bei allen Weltmeisterschaftsläufen des Jahres an der Qualifikationshürde; mit einer Ausnahme war er immer der langsamste Fahrer des Zeittrainings. Der A4 debütierte beim Großen Preis von Großbritannien im Juli 1979. In Silverstone war Merzario zwei Sekunden langsamer als der nächstschnellere Fahrer (Stuck im ATS) und sieben Sekunden langsamer als der Polesitter Alan Jones (Williams). Auf dem Hockenheimring fehlten Merzario sechs Sekunden auf die Qualifikation und 13 Sekunden auf die Polezeit von Jean-Pierre Jabouille (Renault). In Österreich beschädigte Merzario den A4 bei einem Trainingsunfall. Er setzte das Training mit dem Ersatzauto – dem alten A3 – fort, war aber auch damit der mit deutlichem Abstand Letzte der Qualifikation, die er um nahezu fünf Sekunden verpasste. Bei den europäischen Spätsommerrennen gab es Anzeichen für eine leichte Verbesserung: In den Niederlanden und in Italien fehlten Merzario nur noch zweieinhalb Sekunden auf die Qualifikation, und in Italien lag er im Qualifying vor Héctor Rebaque in seiner Lotus-Kopie Rebaque HR 100. Bei den Überseerennen in Kanada und den USA (Ost) hingegen waren die Abstände zur Qualifikation wieder im Bereich von fünf bzw. neun Sekunden.
Zu seinem einzigen Renneinsatz kam der Merzario A4 eine Woche nach dem Großen Preis von Italien beim Gran Premio di Dino Ferrari 1979 in Imola, einem Rennen, das nicht zur Weltmeisterschaft zählte und zu dem nur 16 Fahrzeuge gemeldet waren. Damit war die Rennteilnahme des A4 automatisch gesichert. Merzario qualifizierte sich für den 13. Startplatz und kam mit zwei Runden Rückstand als 11. und Letzter ins Ziel.

## Resultate
| Fahrer                           | Nr.                              | 1 | 2 | 3 | 4 | 5 | 6 | 7 | 8 | 9   | 10  | 11  | 12  | 13  | 14  | 15  | Punkte | Rang |
| -------------------------------- | -------------------------------- | - | - | - | - | - | - | - | - | --- | --- | --- | --- | --- | --- | --- | ------ | ---- |
| Automobil-Weltmeisterschaft 1979 | Automobil-Weltmeisterschaft 1979 |   |   |   |   |   |   |   |   |     |     |     |     |     |     |     | 0      | -    |
| A. Merzario                      | 24                               |   |   |   |   |   |   |   |   | DNQ | DNQ | DNQ | DNQ | DNQ | DNQ | DNQ | 0      | -    |

| Legende  | Legende            | Legende                                                          |
| Farbe    | Abkürzung          | Bedeutung                                                        |
| -------- | ------------------ | ---------------------------------------------------------------- |
| Gold     | –                  | Sieg                                                             |
| Silber   | –                  | 2. Platz                                                         |
| Bronze   | –                  | 3. Platz                                                         |
| Grün     | –                  | Platzierung in den Punkten                                       |
| Blau     | –                  | Klassifiziert außerhalb der Punkteränge                          |
| Violett  | DNF                | Rennen nicht beendet (did not finish)                            |
| Violett  | NC                 | nicht klassifiziert (not classified)                             |
| Rot      | DNQ                | nicht qualifiziert (did not qualify)                             |
| Rot      | DNPQ               | in Vorqualifikation gescheitert (did not pre-qualify)            |
| Schwarz  | DSQ                | disqualifiziert (disqualified)                                   |
| Weiß     | DNS                | nicht am Start (did not start)                                   |
| Weiß     | WD                 | zurückgezogen (withdrawn)                                        |
| Hellblau | PO                 | nur am Training teilgenommen (practiced only)                    |
| Hellblau | TD                 | Freitags-Testfahrer (test driver)                                |
| ohne     | DNP                | nicht am Training teilgenommen (did not practice)                |
| ohne     | INJ                | verletzt oder krank (injured)                                    |
| ohne     | EX                 | ausgeschlossen (excluded)                                        |
| ohne     | DNA                | nicht erschienen (did not arrive)                                |
| ohne     | C                  | Rennen abgesagt (cancelled)                                      |
| ohne     | keine WM-Teilnahme |                                                                  |
| sonstige | P/fett             | Pole-Position                                                    |
| sonstige | 1/2/3/4/5/6/7/8    | Punktplatzierung im Sprint-/Qualifikationsrennen                 |
| sonstige | SR/kursiv          | Schnellste Rennrunde                                             |
| sonstige | *                  | nicht im Ziel, aufgrund der zurückgelegten Distanz aber gewertet |
| sonstige | ()                 | Streichresultate                                                 |
| sonstige | unterstrichen      | Führender in der Gesamtwertung                                   |